# ديفيد هال (أستاذ جامعي)
ديفيد هال (بالإنجليزية: David Hall)‏ هو فنان تشكيلي بريطاني، ولد في 1937 في ليستر في المملكة المتحدة، وتوفي في 1 أكتوبر 2014 في كنت في المملكة المتحدة.

## وصلات خارجية
- ديفيد هال على موقع IMDb (الإنجليزية)
- ديفيد هال على موقع كينوبويسك (الروسية)